# Wladimir Pawlowitsch Alexejew
Wladimir Pawlowitsch Alexejew (russisch Владимир Павлович Алексеев; * 1961) ist ein ehemaliger russischer Orientierungsläufer.
Alexejew startete zwischen 1987 und 2001 bei sieben Weltmeisterschaften, zunächst für die Sowjetunion, später für Russland. Mit der Staffel verpasste er dabei mehrmals eine mögliche Medaille. Allein dreimal wurde er Staffelvierter. Sein bestes Einzelresultat bei einer Weltmeisterschaft war ein vierter Platz im Langdistanzrennen von 1991, als er hinter den Schweden Jörgen Mårtensson und Kent Olsson sowie dem Sowjet-Esten Sixten Sild zurückblieb.
Mit der finnischen Mannschaft Ikaalisten Nouseva Voima nahm er mehrmals am Jukola-Staffellauf teil.

## Platzierungen
| Weltmeisterschaften  | Sprint | Mittel | Lang | Staffel |
| -------------------- | ------ | ------ | ---- | ------- |
| 1987 Gerardmer       |        |        | 11.  | 5.      |
| 1989 Skövde          |        |        | 7.   | 4.      |
| 1991 Marianske Lazne |        | 21.    | 4.   | 5.      |
| 1993 West Point      |        | 24.    | 29.  | 5.      |
| 1995 Detmold         |        | 16.    | 9.   | 8.      |
| 1997 Grimstad        |        | 19.    | 22.  | 4.      |
| 2001 Tampere         |        | 21.    |      | 4.      |

| Europameisterschaften | Sprint | Mittel | Lang | Staffel |
| --------------------- | ------ | ------ | ---- | ------- |
| 2000 Truskawez        |        |        | 35.  |         |

| Gesamt-Weltcup | Gesamt-Weltcup |
| -------------- | -------------- |
| 1990           | 31.            |
| 1992           | 10.            |
| 1998           | 61.            |
| 2000           | 95.            |